# Ion C. Chițimia
Ion C. Chițimia (n. 22 mai 1908, Albulești, Mehedinți (?) – d. 19 februarie 1996) a fost un filolog român, cercetător științific în domeniile literaturii, istoriei literare, profesor universitar și publicist. Specializare în literatura veche, literatura poloneză și folclor.

## Biografie
Învățământul secundar l-a absolvit la liceul „Traian” din Turnu Severin.
În cadrul studiului de filologie și lingvistică la București, i-a avut profesori pe Nicolae Cartojan și Ovid Densusianu. Studii de specializare la Universitatea din Varșovia (1934-1938; printre profesori a fost Julian Krzyzanowski), care l-au consacrat ca polonist.
S-a implicat, împreună cu un grup de membri ai Societății pentru relații culturale și economice româno-cehoslovace (Společnost pro kulturní a hospodářske styky s Rumunskem, în publicarea revistei slavo-române Românoslavica. Revue des études slavoroumaines, al cărei comitet de redacție avea sediul la Praga. Comitetul de redacție al revistei era format din Vladimír Buben (redactor responsabil), Tr. Ionescu-Nișcov (redactor șef), Pandele Olteanu (coredactor), Bohuslav Havránek, Karel Krejčí, Gh. Staca, Josef Macůrek, J. Š. Kvapil, Ján Stanislav, I.C. Chițimia, Damian Bogdan, Frank Wollman și Josef Vašica (membri). Revista, care urma să publice studii istorice, etnografice, lingvistice și arheologice, în limbile franceză și română, cu privire la relațiile româno-slave și îndeosebi româno-cehoslovace, a apărut într-un singur număr, în 1948.

## Distincții
- Medalia Muncii (13 octombrie 1964) „cu prilejul aniversarii a 100 de ani de la înființarea Universității din București, pentru activitate îndelungată, contribuție în dezvoltarea științei și merite deosebite în dezvoltarea învățămîntului superior”[5]

## Activitatea de cercetare[6]

### Domeniile de interes deosebit
- studii despre cultura și literatura română veche, cu prelungiri spre cea modernă (Nicolae Bălcescu, B. P. Hasdeu, Mihai Eminescu, Grigore Alexandrescu etc.)
- studii despre civilizația și literatura poloneză (Maciej Miechowita, Adam Mickiewicz, Jarosław Iwaszkiewicz („Eleuter”), Martin Kromer, Jan Kochanowski, Maria Konopnicka etc.)
- studii despre folclor și cărțile populare
- studii de literatură universală și comparată

### Publicistica
Debutul publicistic l-a avut ca medievist cu teza de licență despre cronicile slavo-române din secolul al XVI-lea, îndeosebi cu un studiu despre Cronica lui Ștefan cel Mare, publicat în 1939 în Cercetări literare.
Printre primii care i-au recunoscut calitățile de cercetător au fost Nicolae Cartojan (în Istoria literaturii române vechi) și Constantin C. Giurescu (în Revista istorică română, 1943).